# Płonia Mała

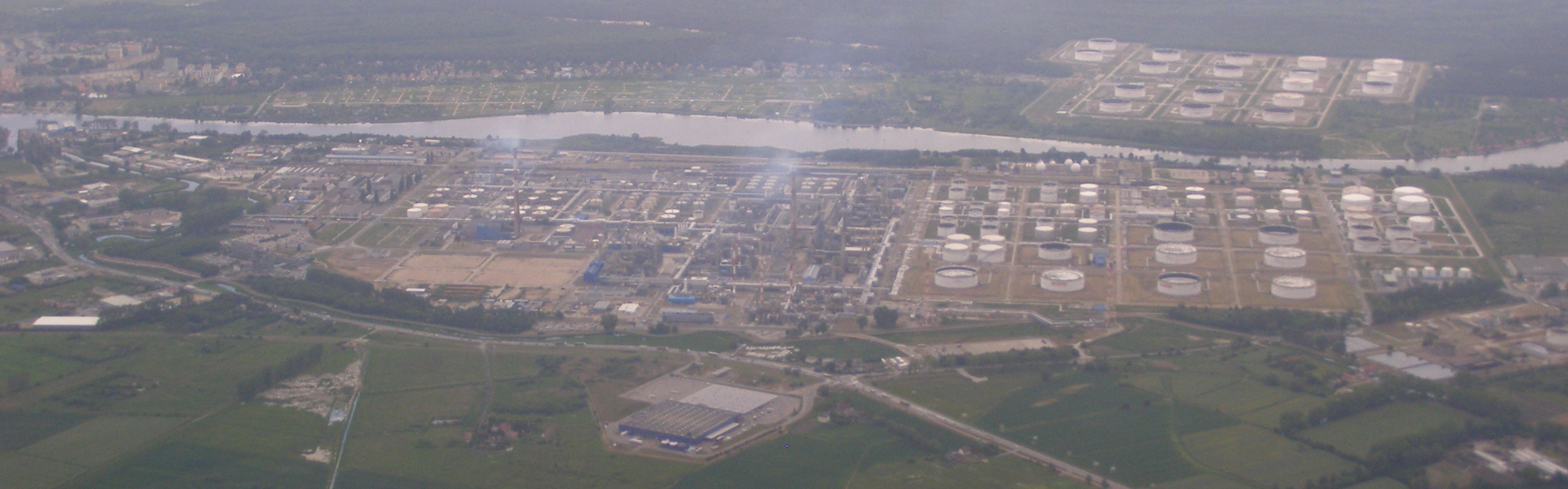
Płonia Mała

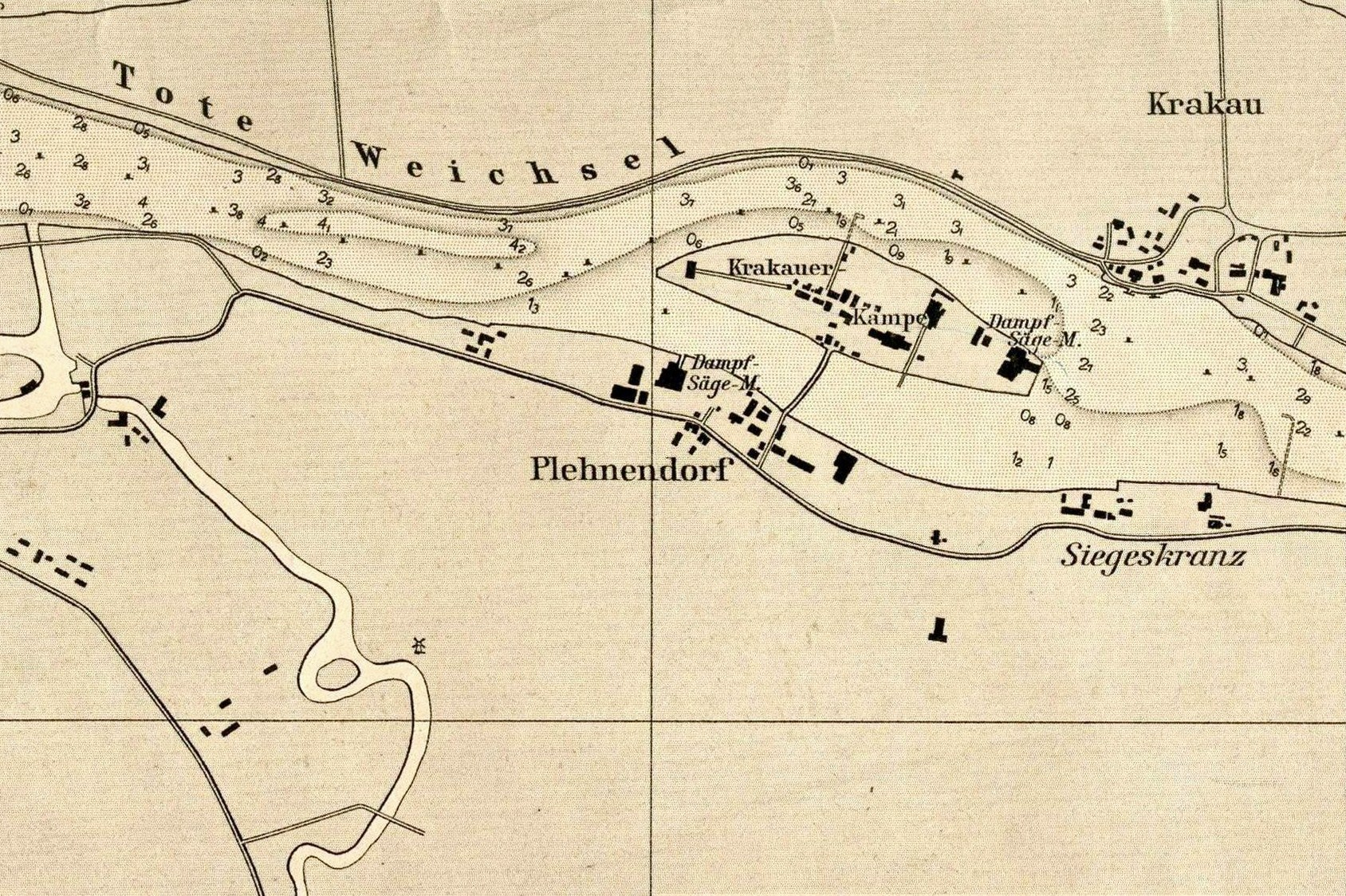
Płonia Mała i Martwa Wisła na mapie z 1909

Płonia Mała (dawniej: Płonina, Pleniewo, niem. Klein Plehnendorf) – część Gdańska, w dzielnicy Rudniki, na obszarze Żuław Gdańskich.

## Historia
Od 1454 wieś rolnicza. Dawne nazwy: Plonemdorf (1454); Klein Plöndorf (1843); Klein Pleendorf (1870); Klein Plehnendorf (1874, 1921); Pleniewo, Płonina (1945).
Płonia Mała została przyłączona w granice administracyjne miasta w 1954. Należy do okręgu historycznego Niziny.
Współcześnie cały teren dawnej wsi rolniczej Płonia Mała zajmowany jest przez Rafinerię Gdańską.